# Бісмутин (сполука)
Бісмути́н, гідри́д бі́смуту (IUPAC назва бісмутан) — неорганічна сполука бісмуту складу BiH3. Безбарвний, малостійкий газ, починає розкладатися навіть за кімнатної температури.

## Хімічні властивості
Повністю згоряє у струмені кисню, утворюючи оксиди:
{\displaystyle \mathrm {2BiH_{3}+3O_{2}\longrightarrow Bi_{2}O_{3}+3H_{2}O} }
Бісмутин є нестійкою сполукою, розкладається вже за кімнатною температури. Нагрівання його без доступу кисню значно пришвидшує розпад — на стінках посуду утворюється чорний наліт бісмуту:
{\displaystyle \mathrm {2BiH_{3}\ {\xrightarrow {t}}\ 2Bi+3H_{2}} }
Ця реакціє є аналогічною до визначення сполук арсену та стибію за методом проби Марша — шляхом розкладу арсину й стибіну відповідно. Відрізнити осад бісмуту від арсену можна за низькою розчинністю першого у пероксиді водню та гіпохлориті натрію NaClO, а від осаду стибію — за нерозчинністю у сульфіті амонію.
При пропусканні бісмутину через розчин нітрату срібла утворюється осад бісмутиду срібла:
{\displaystyle \mathrm {BiH_{3}+3AgNO_{3}\longrightarrow Ag_{3}Bi+3HNO_{3}} }

## Отримання
Вперше бісмутин було отримано дією хлоридної кислоти на інтерметалічні сполуки бісмуту:
{\displaystyle \mathrm {Mg_{3}Bi_{2}+6HCl\rightarrow 2BiH_{3}+3MgCl_{2}} }
Сучасним варіантом синтезу є реакція солей бісмуту з гідридами:
{\displaystyle \mathrm {4BiCl_{3}+3LiAlH_{4}\rightarrow 4BiH_{3}+3LiCl+3AlCl_{3}} }